# Motorsav
En motorsav er en motordrevet sav, sædvanligvis menes en kædesav drevet af en el- eller forbrændingsmotor.